# Dina Asher-Smith
Dina Asher-Smith, född den 4 december 1995 i Orpington, är en brittisk friidrottare.
Asher-Smith tog OS-brons på 4 x 100 meter stafett i samband med de olympiska friidrottstävlingarna 2016 i Rio de Janeiro. Hon slutade även på femte plats på 200 meter.
Vid olympiska sommarspelen 2020 i Tokyo blev Asher-Smith utslagen i semifinalen på 100 meter. I juli 2022 vid VM i Eugene tog Asher-Smith brons på 200 meter. Vid OS 2024 tog hon silver på 4 x 100 meter.